# Računalnik pete generacije
Računalnik pete generacije (fifth-generation computer) je predvidena nova vrsta računalnika, zasnovana na novih mikroelektronskih tehnologijah z velikimi hitrostmi računanja in vzporedno obdelavo podatkov. Razvoj tehnologije zelo visoke integracije (very large-scale integration, VLSI), ki lahko v integrirano vezje stlači mnogo več komponent, kot zmore trenutna tehnologija, in razvoj računalniške strojne in programske opreme obetata izdelavo računalnikov, ki bodo mnogo hitrejši od današnjih. Tak računalnik naj bi s svojim uporabnikom znal komunicirati v naravnem govorjenem jeziku, imel bo shranjene ogromne podatkovne baze znanja, po katerih bo znal tudi hitro iskati, znal bo inteligentno sklepati, obdelovati slike in »videti« predmete tako, kot jih vidijo ljudje.
Leta 1981 je japonsko Ministrstvo za mednarodno trgovino in industrijo (Ministry of international trade and industry) sprožilo desetletni projekt izgradnje računalnika pete generacije. To naj bi bil »vzporedni stroj za sklepanje« (»parallel inference machine«), sestavljen iz več kot tisoč vzporedno delujočih mikroprocesorjev. Leta 1992 pa je bil projekt še precej v zaostanku, saj jim je uspelo narediti le 256-procesorske module. Od takrat so se pojavili številni predlogi, po katerih naj bi se bilo bolje usmeriti v raziskovanje drugih tehnologij, na primer nevronskih mrež, ki naj bi predstavljale obetavnejše pristope umetni inteligenci.